# Бенжамен Андре
Бенжамен Андре (фр. Benjamin André; нар. 3 серпня 1990, Ніцца) — французький футболіст, півзахисник клубу «Ренн».

## Клубна кар'єра
Народився 3 серпня 1990 року в місті Ніцца. Вихованець юнацьких команд футбольних клубів «Сен-Рафаель» та «Аяччо».
У дорослому футболі дебютував 2008 року виступами за «Аяччо», де швидко став основним гравцем, а за підсумками сезону 2010/11 допоміг клубу вийти до Ліги 1, де провів з командою ще три сезони аж до вильоту клубу з еліти за результатами сезону 2013/14. Всього у рідній команді провів шість сезонів, взявши участь у 96 матчах чемпіонату.
24 червня 2014 року перейшов до іншої команди вищого дивізіону «Ренна», де також став основним гравцем. За п'ять сезонів відіграв за команду з Ренна 184 матчі в усіх змаганнях, ставши беззаперечним основним півзахисником. Він отримав капітанську пов'язку та підняв перший за понад 40 років трофей для клубу — Кубок Франції 2018/19.
17 липня 2019 Андре перейшов до «Лілля», щоб виступати з клубом у Лізі чемпіонів УЄФА. Вартість трансфера склала близько 8 мільйонів євро.

## Виступи за збірну
Протягом 2010—2011 років залучався до складу молодіжної збірної Франції. На молодіжному рівні зіграв у 7 офіційних матчах.

## Титули і досягнення
- Володар Кубка Франції (1):

«Ренн»: 2018-19
- Чемпіон Франції (1):

«Лілль»:  2020-21
- Володар Суперкубка Франції (1):

«Лілль»: 2021